# Byxor som kvinnoplagg
| Byxor som kvinnoplagg |
| --- |
| Mary Edwards Walker (cirka 1870), som flera gånger arresterades för att ha gått klädd i manskläder. - Betydelse – byxor som klädesplagg för kvinnor - Bruk – tidvis förbjudet; normaliserades i stora delar av världen under 1900-talet - Bakgrund – byxbruket i antiken ovanligt även hos män |

Byxor som kvinnoplagg har tidvis varit förbjudet, eftersom byxor historiskt sett betraktats som ett manligt kodat plagg. Kvinnors bruk av byxor är i vissa kulturer fortsatt kontroversiellt, och såväl kulturella normer som formell lag har i många delar av världen arbetat mot fenomenet. Under 1800-talet var byxor som kvinnoplagg ett viktigt mål för dräktreformrörelsen, ett mål som gradvis förverkligades under 1900-talet när byxor som plagg avkönades och blev normalt för båda könen. 

## Historik

### Innan byxor blev mansplagg
Under antiken bar även män "kjol" i Grekland och Rom. I Grekland bar män draperade plagg, och i Romerska riket en lång tunika som basplagg under togan, och inga byxor. Byxor var snarare ett kulturellt än könspräglat plagg. Byxor bars av bland annat skyterna och perserna, som grekerna ansåg vara barbarer. Grekerna avbildade därför gärna utlänningar i byxor. Bland de personer de avbildade i byxor var amasonerna, som genom sin för grekerna "omvända" kultur representerade något främmande. 
Bland de folkslag som bar byxor fanns antikens germaner. När Rom föll på 400-talet invaderades det av germanska folkslag som bosatte sig i det nu upplösta Romerska riket, och Västeuropas dräkt blev därefter en blandning av germansk och romersk dräkt. Det innebar att både män och kvinnor började bära hosor under sina tunikor. Under flera sekel såg mans- och kvinnodräkten sedan likadan ut, utom i detaljer som huvudbonad och ytterplagg. Både män och kvinnor bar en lång rektangulär tunika med hosor under. Endast arbetande män bar en kort tunika, där hosorna kunde synas upp till knäna.

### Byxor som mansplagg
Under 1300-talet blev både mäns och kvinnors tunikor figursydda. Mäns tunikor kortades av och blev först knäkorta, och sedan höftkorta. Deras tunikor visade därmed hela hosorna, vilket innebar att de till slut syddes ihop över bakdelen och blygdkapseln uppfanns för att dölja könsdelarna. Denna utveckling fortsatte tills byxorna under 1500-talet syddes ihop även på framsidan. Därmed hade den moderna byxan uppkommit, medan mannens tunika hade förvandlats till en tröja. Samtidigt fortsatte kvinnor på 1300-talet att bära en fotsid tunika, som dock liksom mannens blev figursydd på överdelen och därmed hade förvandlats till en klänning.
Modeförändringen under 1300-talet gjorde alltså att klädedräkten blev kraftigt könspräglad. I fortsättningen kom en lång tunika att associeras med kvinnor och betraktas som en klänning, samtidigt som den manliga klädedräkten kom att associeras med kort överdel och benkläder (byxor). Bibeln föreskrev att könen inte skulle bära varandras kläder, och från 1300-talet innebar modeförändringen att byxor alltså kom att uppfattas som ett mansplagg. Det blev i Europa både religiöst och socialt oacceptabelt och i vissa länder även juridiskt olagligt för en kvinna att bära byxor. Det förekom att kvinnor avrättades för att ha burit byxor och därmed ha brutit mot religionens bud. Det faktum att kvinnors ben till skillnad från mannens doldes helt under veckade kjolar gav dessa en starkt sexuell laddning, och kvinnor som bar någon typ av byxor betraktades som provokativa. 
Från slutet av 1600-talet blev kvinnliga skådespelare accepterat i Europa. Eftersom det var sed för skådespelare att spela andra kön på scen, blev det vanligt för kvinnor att spela män i byxor, något som ansågs djärvt och ledde till positiv uppmärksamhet. De lagliga religiösa förbuden mot byxor som kvinnoplagg började under upplysningstiden ignoreras och försvann i många länder efter franska revolutionen. Synen på byxor som ett mansplagg, och kvinnors ben som något tabu, innebar dock att det i praktiken fortfarande inte var accepterat för kvinnor att visa sig offentligt i byxor. 
Definitionen av benkläder som något maskulint innebar att kvinnor länge inte bar något alls under kjolarna, och att göra det tolkades som ett brott mot normen. När kvinnor under 1800-talet stegvis började bära underbyxor, delvis på grund av krinolinens tendens att vippa upp och visa benen, så var dessa initialt öppna i grenen.

### Byxor som könsneutralt plagg
Det obekväma dammodet gjorde att en dräktreformrörelse uppkom på 1850-talet, med syftet att göra modet mer bekvämt och hälsosamt. Bland dess förslag var införandet av byxor för kvinnor, kallade bloomers. Detta var extremt kontroversiellt och fick ingen större framgång, utan sågs som ett hot mot könsmaktsordningen. Att klä sig i mansdräkt förekom för vissa uppmärksammade kvinnliga intellektuella, som George Sand, som blev uppmärksammade som excentriska och ibland skandalösa av just denna orsak. 
Under 1880- och 1890-talen började dock idrott gradvis bli accepterat för kvinnor. Speciellt cykling blev både vanligt och populärt. En kvinna som cyklade i kjol riskerade att visa de sexualiserade benen om kjolarna flög upp, vilket gjorde att byxor till slut uppfattades som ett anständigt alternativ och därför blev accepterade som sportdräkt för kvinnor. Initialt var det då frågan om en byxkjol. I början av 1900-talet hade byxor blivit accepterade för kvinnor i idrottsammanhang. Det var däremot fortfarande inte socialt accepterat för kvinnor att visa sig i byxor offentligt, förutom under cykling eller andra idrottsliga sammanhang, där byxor var accepterade eftersom de sågs som ett anständigare alternativ än kjol enbart på grund av det idrottsliga sammanhanget. Under första världskriget (1914–1918) bar kvinnor ofta byxor då de deltog i krigsansträngningen genom att arbeta i ammunitionsfabriker eller andra arbeten som krävde bekväm klädsel. Detta accepterades men sågs då som enbart arbetskläder och spred sig inte utanför arbetet.   
På 1930-talet började långbyxor för första gången uppträda som modeplagg för kvinnor utanför idrottsliga sammanhang. Filmstjärnan Katharine Hepburn blev bland annat fotograferad i detta mode. Det var dock ännu i första hand ett informellt fritidsmode för en djärv minoritet, och byxor var fortsatt inget accepterat basplagg för kvinnor offentligt. Under andra världskriget bar kvinnor, liksom under det förra kriget, ofta byxor då de deltog i krigsansträngningen genom att arbeta i ammunitionsfabriker eller andra arbeten som krävde bekväm klädsel. Detta accepterades men sågs liksom förra gången enbart som arbetskläder. 
På 1950-talet var byxor – ofta i form av jeans eller shorts – ett accepterat fritidsplagg för kvinnor, men inte ett plagg man bar till vardags offentligt på stadens gator. 
Det var först på 1960-talet, i samband med 1968-rörelsen, andra vågens feminism och unisexmodet, som byxor slutligen blev ett allmänt accepterat och vardagligt basplagg för kvinnor. På vissa håll dröjde länge kvar en diskriminering mot kvinnor ifråga om olika yrken, där kvinnliga anställdas uniform fortsatt inte tillät byxor utan där en kjol traditionsenligt ingick i uniformen. Ett exempel är sjuksköterskors uniform, som länge föreskrev kjol för kvinnor. Den typen av kvardröjande byxförbud har gradvis avskaffats.

## Galleri

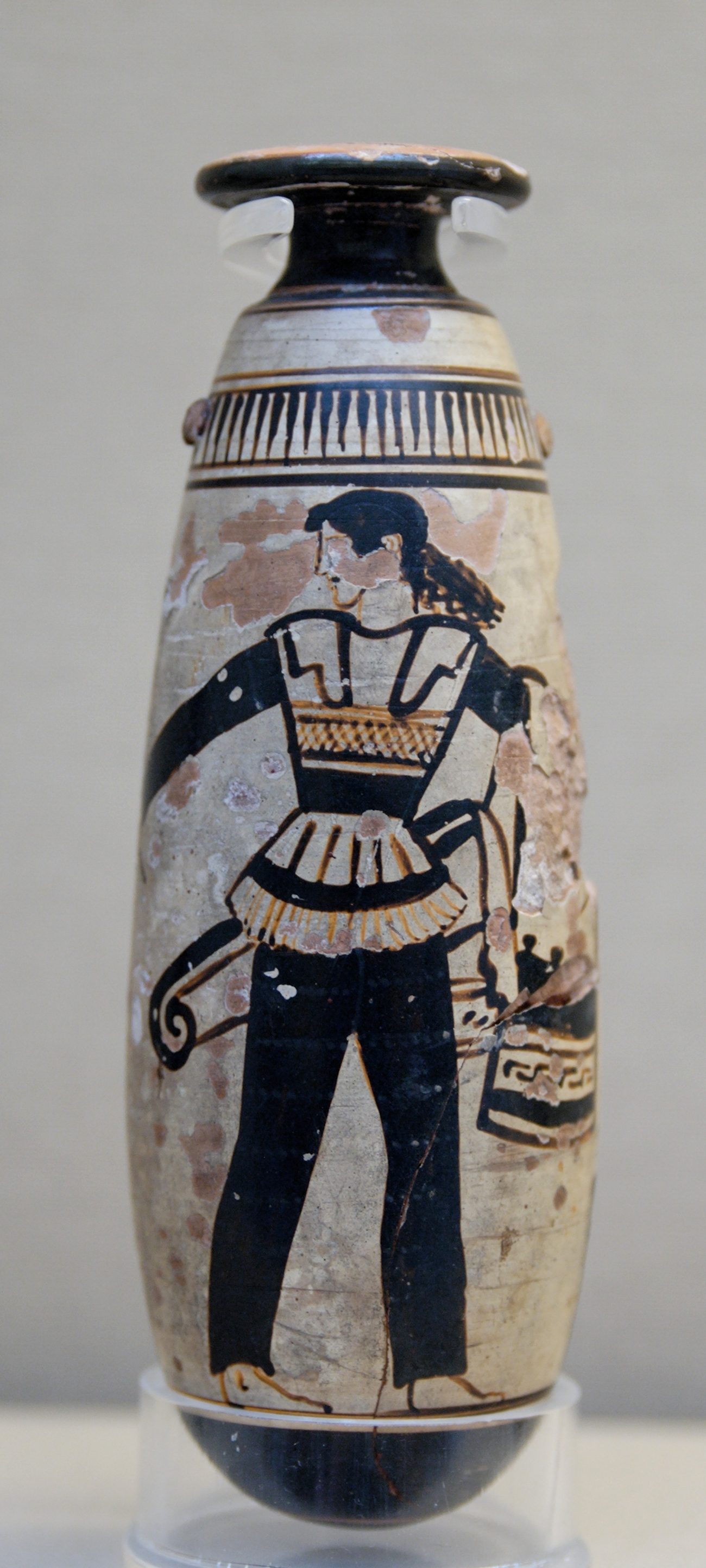
Byxor avbildad på en amason under antiken.
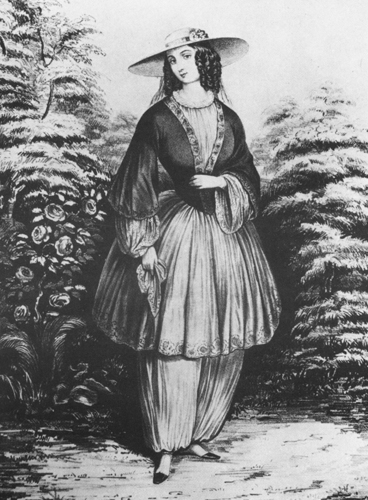
1800-talets dräktreformrörelsen föreslog bloomers som kvinnoplagg.
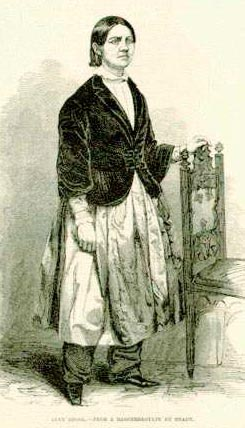
Lucy Stone i bloomers.
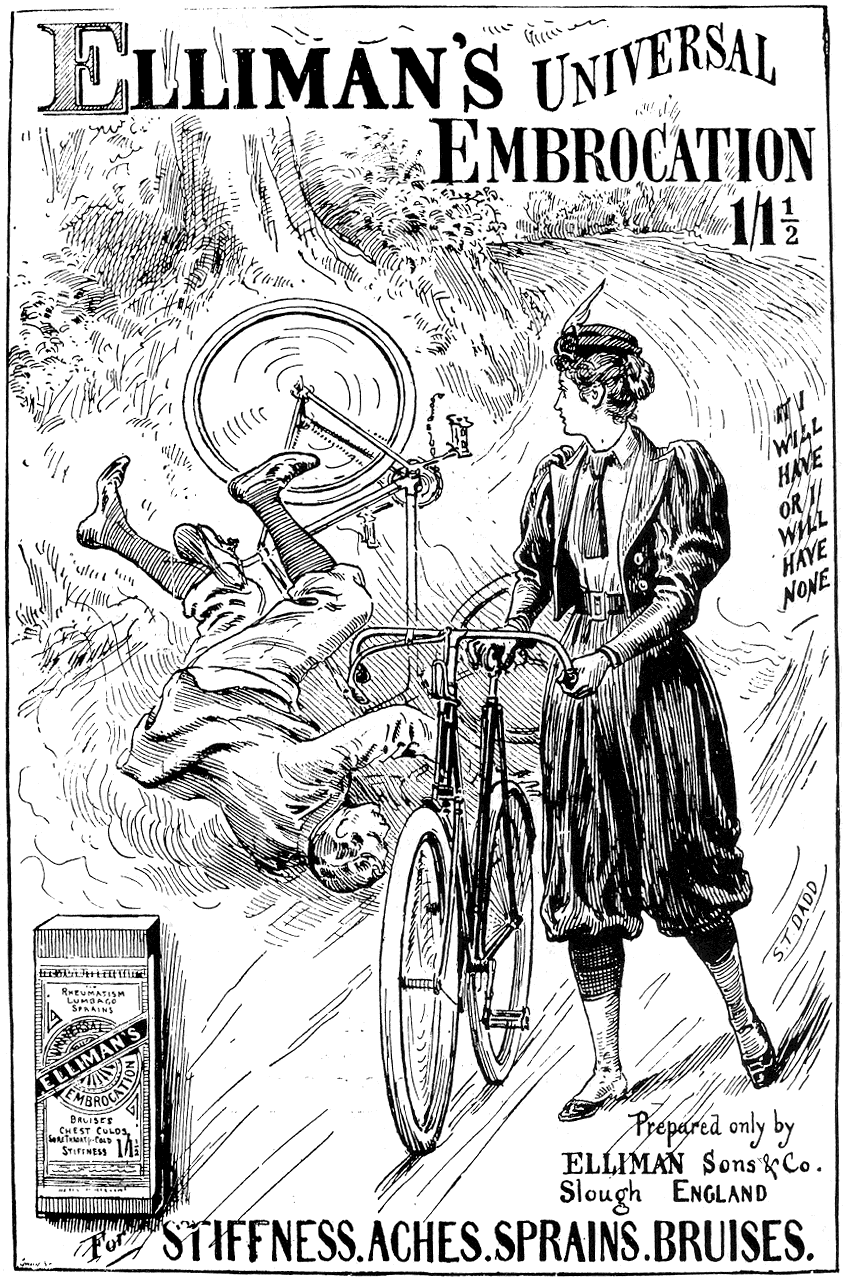
På 1890-talet blev byxor slutligen accepterat som sportplagg, här för cykling.
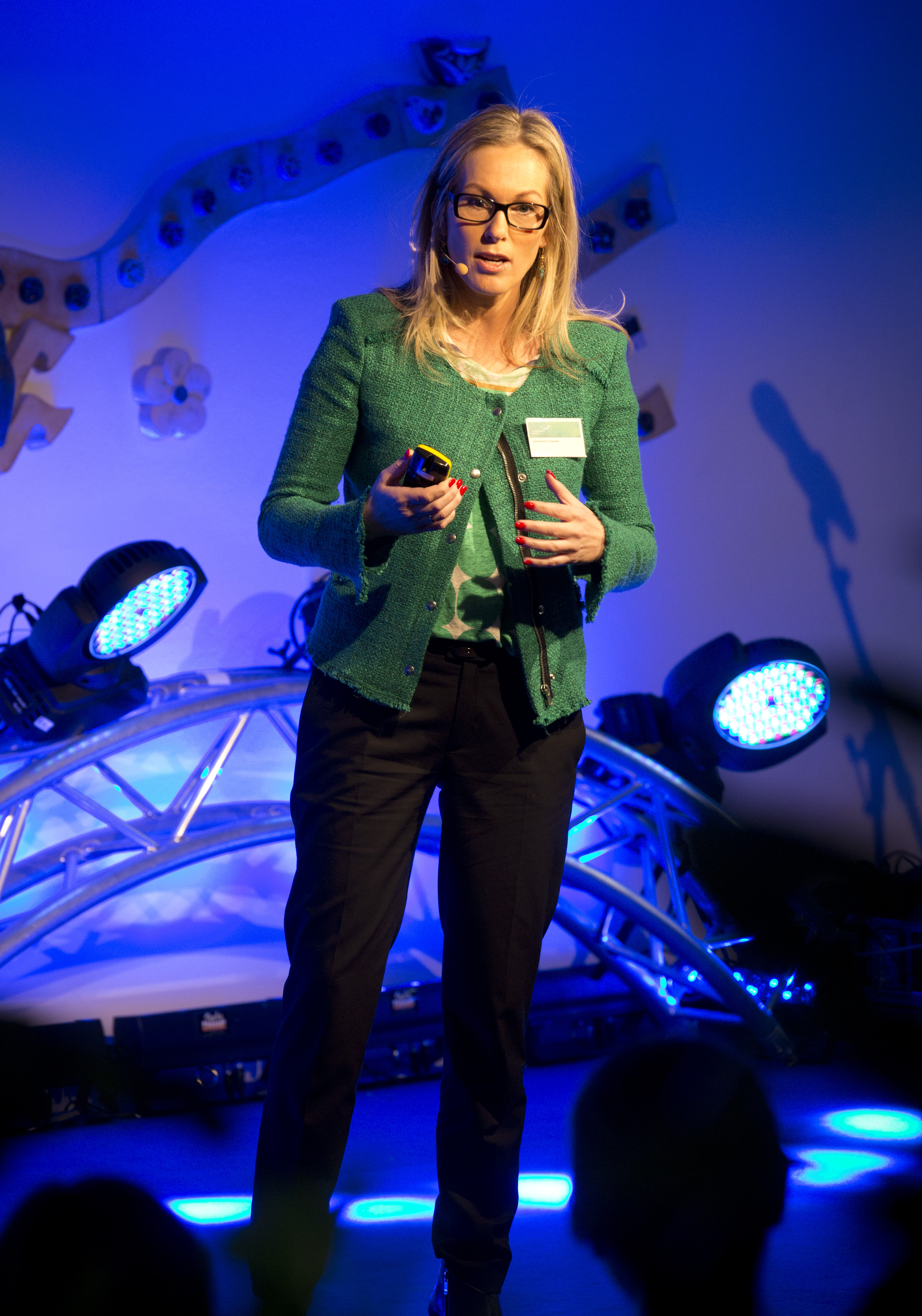
Anita Krohn Traaseth (2013, som VD för Hewlett-Packard i Norge).